# پلیمریزاسیون توپوشیمیایی

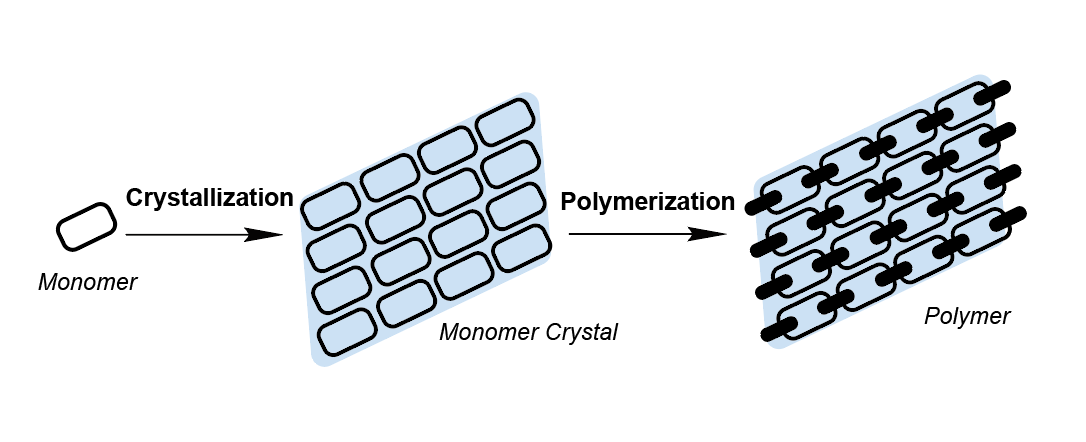
نمودار شماتیک پلیمریزاسیون توپوشیمیایی، مونومر ابتدا متبلور و پلیمریزه می‌شود تا محصول پلیمری به دست آید.

پلیمریزاسیون توپوشیمیایی یک روش پلیمریزاسیون است که توسط مونومرهایی که در حالت کریستالی قرار دارند انجام می‌شود. در این فرایند مونومرها تحت محرک‌های خارجی مانند گرما، نور یا فشار متبلور و پلیمریزه می‌شوند. در مقایسه با پلیمریزاسیون سنتی، حرکت مونومرها توسط شبکه کریستالی در پلیمریزاسیون توپوشیمیایی محدود می‌شود و باعث ایجاد پلیمرهایی با خواص بلورینگی، قابلیت لمس و خلوص بالا می‌شد. پلیمریزاسیون توپوشیمیایی همچنین می‌تواند برای سنتز پلیمرهای منحصر به فرد مانند پلی دی استیلن استفاده شود که تهیه آنها با روش‌های دیگر دشوار است.
واکنش‌های مختلفی در زمینه پلیمریزاسیون توپوشیمیایی اتخاذ شده‌است، مانند [۲+۲]، [۴+۲]، [۴+۴]، و [3+2]، افزودن خطی بین دی‌ن‌ها، تری‌ن‌ها، دی استیلن‌ها. به غیر از پلیمرهای خطی، می‌توان آنها را برای سنتز شبکه‌های کووالانسی دو بعدی نیز به کار برد.

## تاریخ
اصطلاح «توپوشیمی» برای اولین بار توسط Kohlschütter در سال ۱۹۱۹ معرفی شد و به واکنش‌های شیمیایی ناشی از همترازی‌های مولکولی درون کریستالی اشاره دارد. پیشوند "topo" از کلمه یونانی "topos" گرفته شده‌است که به معنای "سایت" می‌باشد. این واکنش‌ها به دلیل تبدیل بالا و همچنین ماهیت بدون حلال/کاتالیزور به سرعت توجه افراد را به خود جلب می‌کنند. با این حال، مطالعات اولیه معمولاً تصادفی بودند.
در دهه ۱۹۶۰، کار اشمیت روی [۲+۲] فتودایمریزاسیون اسیدهای سینامیک، رویکرد سیستماتیک را برای مطالعه واکنش‌های توپوشیمیایی ایجاد کرد. آنها پیشنهاد کردند که فقط پیوندهای دوگانه با جهت همسطح و موازی در فاصله ۳٫۵–۴٫۲ Å می‌توانند با یکدیگر در شبکه کریستالی واکنش نشان دهند. این قانون تجربی بعدها به عنوان معیارهای اشمیت شناخته شد.

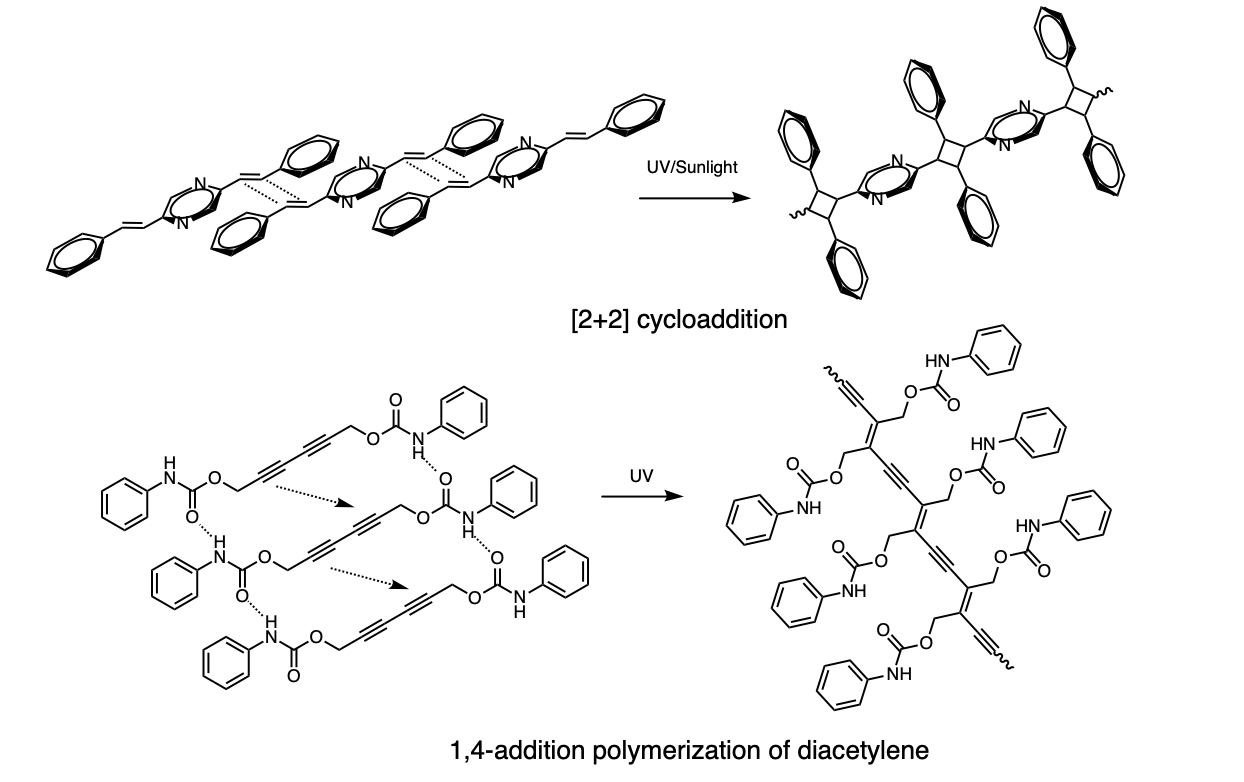
دو نمونه اولیه از پلیمریزاسیون توپوشیمیایی

[۲+۲] چرخه افزون و پلیمریزاسیون دی استیلن از جمله نمونه‌های اولیه پلیمریزاسیون توپوشیمیایی هستند. همان‌طور که در شکل نشان داده شده، تشکیل ۱٬۳-دی فنیل جایگزین مشتقات سیکلوبوتان برای اولین بار در جزئیات توسط هاسگاوا و همکارانش در سال ۱۹۶۷ مورد مطالعه قرار گرفت. مجموعه ای از مونومرهای مشابه نیز توسط آنها مورد مطالعه قرار گرفته بود. در سال ۱۹۶۹، پلیمریزاسیون ۱٬۴-افزودنی، مربوط دی استیلن، توسط وگنر و همکارانش تأیید شد. محدود به شرایط تجربی، محققان اولیه پلیمریزاسیون توپوشیمیایی، معمولاً فرایند واکنش و محصول را با روش‌های شیمیایی سنتی مشخص می‌کردند.. توسعه فن آوری تجزیه و تحلیل مدرن مانند پراش پرتو ایکس تک کریستالی مطالعه سیستماتیک پلیمریزاسیون توپوشیمیایی را تا حد زیادی تسهیل کرد و محبوبیت را تا این روزها حفظ کرد.

## طراحی سیستم واکنش

### معیارهای شبکه پلیمریزاسیون

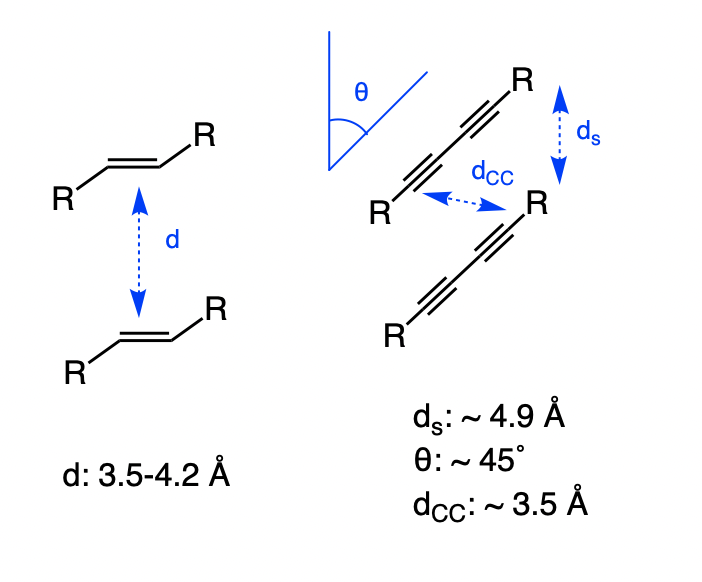
دو معیار پلیمریزاسیون توپوشیمیایی

در پلیمریزاسیون توپوشیمیایی، فضای کمی برای تنظیم موقعیت مونومر در نظر گرفته می‌شود؛ بنابراین، محل‌های واکنش مونومر باید به روشی مناسب از قبل بسته‌بندی شوند. اگر سیکلوافزودن [۲+۲] در پلیمریزاسیون دخیل باشد، آنگاه هم ترازی پیوندهای دوگانه در کریستال باید معیارهای اشمیت را برآورده کند. گاهی اوقات باید چندین پارامتر در نظر گرفته شود. همان‌طور که در شکل نشان داده شده‌است، برای مثال، پلیمریزاسیون ۱٬۴ دی استیلن به تنظیم دقیق زاویه و همچنین فاصله بسته‌بندی مونومر برای دستیابی به فاصله محل واکنش رضایت بخش d CC (فاصله بین C1 و C4) نیاز دارد.
روش ابداع شده توسط اشمیت هنوز امیدوار کننده‌ترین روش برای بررسی معیارهای ساختاری پلیمریزاسیون است. در این روش، یک سری از مونومرها با جانشین‌های مختلف متبلور شده و توسط پراش سنج اشعه ایکس تک کریستالی مشخص می‌شود. با مقایسه واکنش پلیمریزاسیون آنها و ساختار کمی متفاوت، می‌توان محدوده مناسب پارامترهای شبکه را بدست آورد.

### استراتژی‌های کنترل شبکه

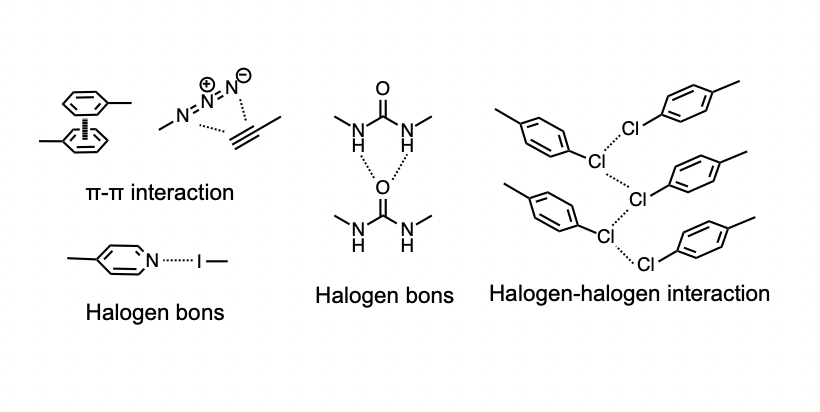
برهمکنش درون شبکه‌ها در پلیمریزاسیون توپوشیمیایی گزارش شده‌است

روش‌های مختلفی برای دستیابی به هم ترازی مناسب مونومرها در کریستال پیشنهاد شده‌است. این روش‌ها را می‌توان به دو دسته تقسیم کرد:
یک روش واضح، معرفی برهمکنش‌های فوق مولکولی به مونومر است. انتخاب‌های محبوب عبارتند از برهم‌کنش‌های انباشته‌ای π - π، برهم‌کنش‌های پیوند هیدروژن/هالوژن، و برهم‌کنش‌های کولن. این فعل و انفعالات گاهی اوقات ویژگی‌های ذاتی گروه‌های واکنش هستند، مانند برهمکنش π-π بین آزید و گروه استیلن، یا نیروی انباشتگی بین واحد بی فنیل اتیلن. گاهی اوقات گروه‌های جانبی برای تشکیل یک شبکه در داخل کریستال معرفی می‌شوند.
استراتژی دیگر استفاده از مزیت مجمع به اصطلاح «میزبان-مهمان» است. در این مورد، مونومر برای اتصال به یک مولکول «میزبان» طراحی شده‌است، در حالی که مولکول میزبان مسئول تشکیل شبکه سفارش شده می‌باشد. مولکول میزبان در طول پلیمریزاسیون دست نخورده باقی می‌ماند. چنین استراتژی‌هایی سنتز مونومر را ساده می‌کند.

### استرس پلیمریزاسیون

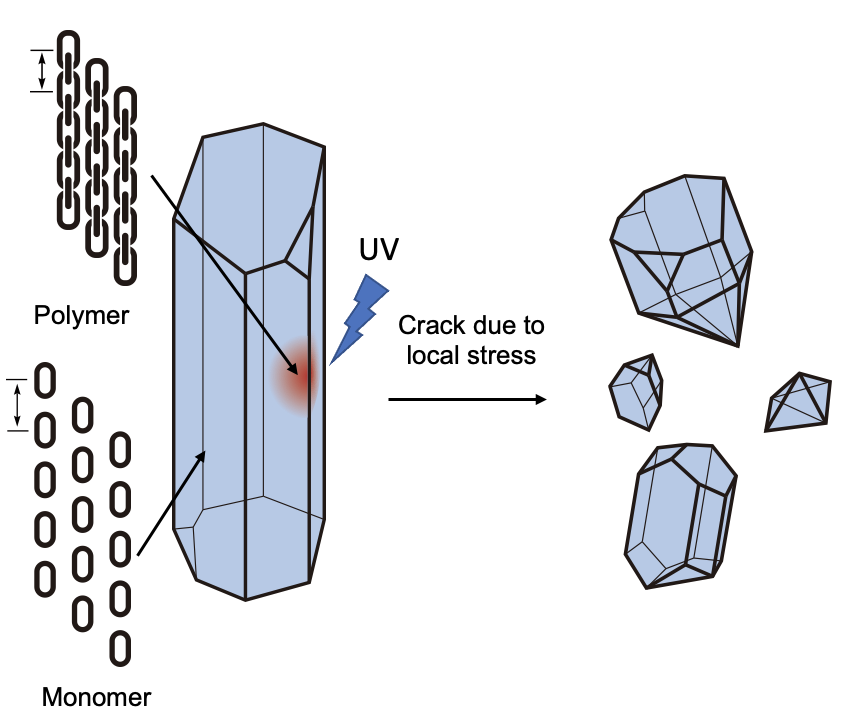
چگونه تنش پلیمریزاسیون باعث شکستن کریستال می‌شود.

اگرچه حرکت مرکز جرم مونومر توسط کریستال در طول پلیمریزاسیون محدود می‌شود، تغییر جزئی طول پیوند قبل و بعد از واکنش باعث تغییر پارامترهای شبکه می‌شود. پلیمریزاسیون توپوشیمیایی واقعی را در نظر بگیرید که با تابش آغاز می‌شود: اگر مونومر زیر سطح دیرتر به دلیل جذب نور در نزدیکی سطح پلیمریزه شود، لایه پلیمریزه شده از قبل منقبض یا منبسط می‌شود و باعث ایجاد تنش نامتعادل در کریستال می‌شود. اگر تنش به درستی مدیریت نشود، کریستال ممکن است بشکند یا حتی بلورینگی خود را از دست بدهد.
استفاده از فعل و انفعال الاستیک مانند پیوندهای هیدروژنی ضعیف یک استراتژی رایج برای رهاسازی تنش است. مشخص شده‌است که طول پیوند پیوند هیدروژنی در کریستال پس از پلیمریزاسیون تغییر می‌کند و به عنوان بالشتک عمل می‌کند. یکی دیگر از روال ممکن این است که قطعات «نرم» (سیستم سی دی یا CO بدون پیوند برای چرخش به جای سیستم کونژوگه سفت و سخت) در مولکول مونومر وارد شوند. اما به نوبه خود دشواری تبلور را افزایش می‌دهد.

## شرایط واکنش

### تابش نور
تابش نور می‌تواند واکنش را آغاز کند در حالی که از اعمال اثرات فیزیکی اضافی بر کریستال مونومر جلوگیری می‌کند. می‌توان از آن در پلیمریزاسیون توپوشیمیایی بر اساس مکانیسم رادیکال آزاد مانند پلیمریزاسیون ۱٬۴ دی استیلن یا پلیمریزاسیون دی ان استفاده کرد. نور UV به‌طور گسترده‌ای به عنوان روش شروع مانند پلیمریزاسیون معمولی استفاده می‌شود. با این حال، در برخی شرایط، پلیمریزاسیون آغاز شده توسط اشعه ماوراء بنفش به قدری آهسته است که فشار نامتعادل آسانتر همان‌طور که قبلاً گفته شد تجمع می‌یابد. تابش γ به دلیل طول موج کوتاهتر می‌تواند واکنش را سریعتر آغاز کند؛ بنابراین، ثابت شده‌است که در واکنش‌های مختلف مانند پلیمریزاسیون توپوشیمیایی مشتقات اسید کربوکسیلیک ۱، ۳-دی ان، انتخاب بهتری نسبت به UV است.

### حرارت
از گرما می‌توان برای راه اندازی پلیمریزاسیون توپوشیمیایی الکتروسایکلیزاسیون استفاده کرد. به عنوان مثال، Sureshan et. al. مجموعه‌ای از بلورهای پلیمری سازگار با زیستی را بر اساس [۳+۲] واکنش جفت‌شوندگی آزید-استیلن توپوشیمیایی (TAAC) ایجاد کرده‌اند. مونومرها با حرارت دادن به مدت چند روز پلیمریزه می‌شوند. برخلاف پلیمریزاسیون توپوشیمیایی شروع شده با نور، دمای پایین‌تر و سرعت واکنش کندتر باعث تولید کریستال‌های پلیمری با کیفیت بالا می‌شود. این به دلیل این واقعیت است که انبساط گرما در دمای پایین‌تر آشکار نیست.

### فشار
پلیمریزاسیون توپوشیمیایی نیز می‌تواند با فشار ایجاد شود. گزارش شده‌است که کریستال دیودودی استیلن (مهمان) و بیسپیریدیل اگزالامید (میزبان) می‌تواند تحت فشار پلیمریزه شود. جالب توجه است که به دلیل فاصله نامطلوب بین واحدهای دی استیلن، هیچ پلیمریزاسیونی در زیر نور یا گرما مشاهده نشد. محققان فرض کرده‌اند که فشار بالا ممکن است محل واکنش را به هم فشرده کند و پلیمریزاسیون را آغاز کند.

## کاربرد

### تاکتیکی/کنترل استریوشیمی

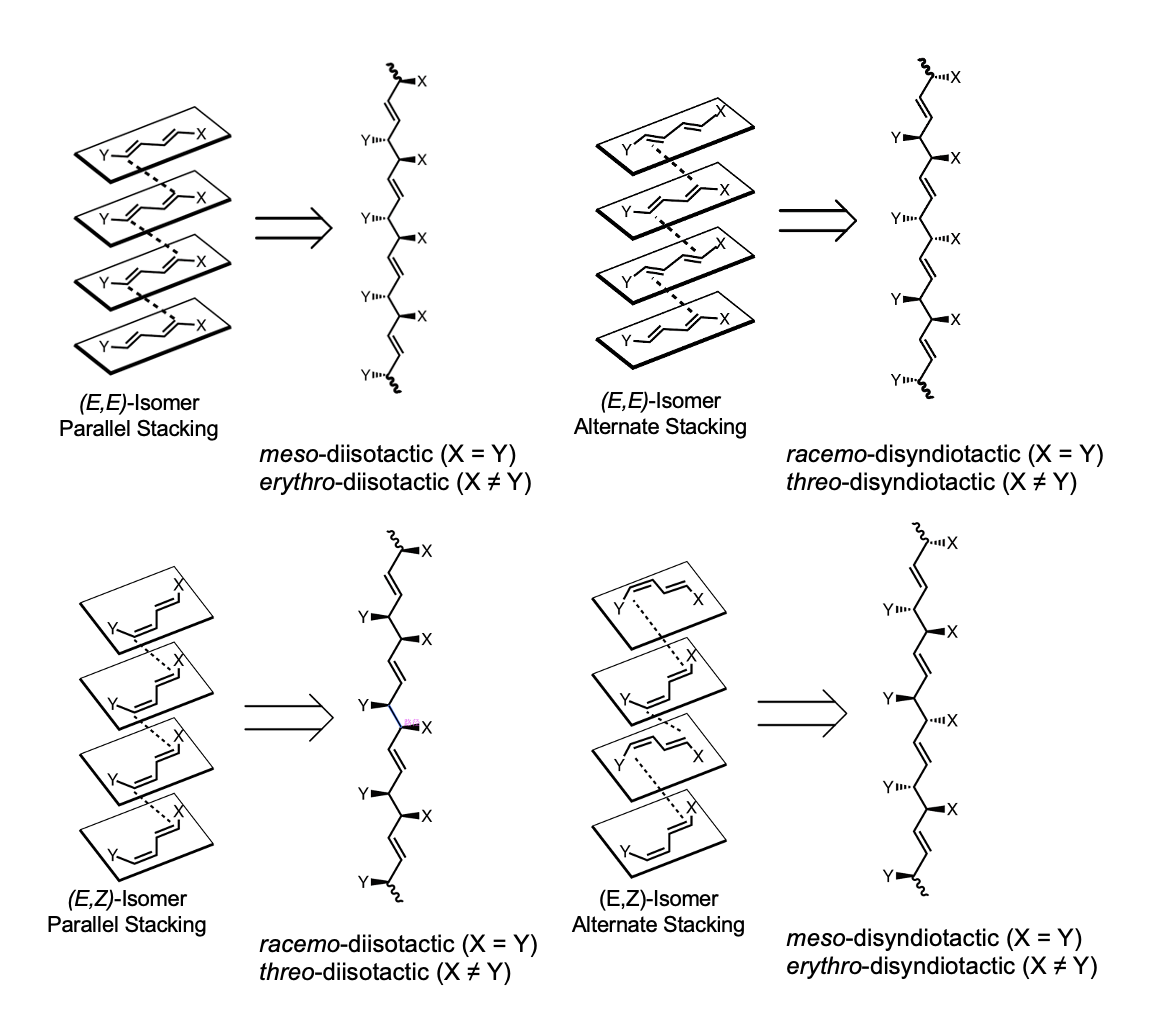
کنترل تاکتیک در پلیمریزاسیون توپوشیمیایی

پلیمریزاسیون‌های تاکتیکی و انتخابی استریو به‌طور سنتی توسط کمپلکس‌های فلزی-آلی کاتالیز می‌شوند. پلیمریزاسیون توپوشیمیایی یک انتخاب اضافی را فراهم می‌کند. علاوه بر این، با تغییر تراز مونومر در داخل کریستال، تاکتیک / استریوشیمی محصول پلیمری را می‌توان به راحتی کنترل کرد. یک مثال بصری در شکل نشان داده شده‌است. در پلیمریزاسیون توپوشیمیایی مشتقات اسید کربوکسیلیک ۱، ۳ دی ان، پلیمرهایی با چهار پیکربندی مختلف قابل تهیه است. روابط ساختاری آنها با بسته‌بندی مونومر نیز در شکل نشان داده شده‌است.

### پلیمر تک کریستال
پلیمرهای تک کریستالی در مقایسه با تک بلورهای مولکول‌های کوچک، کاربردهای منحصر به فردی در زمینه‌های مختلف دارند. به دلیل زنجیره طولانی و ترکیبات مختلف، برای پلیمرها سخت است که مستقیماً از محلول متبلور شوند. چند نمونه از تک بلورهای پلیمری تهیه شده به این روش دارای کیفیت پایین و اندازه کوچکی هستند. پلیمریزاسیون توپوشیمیایی یک راه حل بالقوه برای تولید تک بلورهای پلیمری با کیفیت بالا فراهم می‌کند.
اگر پلیمر همچنان مونو کریستالی باشد، تبدیل از مونومر تک کریستالی به پلیمر تبدیل تک کریستال به تک کریستال (SCSC) نامیده می‌شود، که نیاز به طراحی پیچیده تری نسبت به پلیمریزاسیون توپوشیمیایی معمولی دارد. به منظور جلوگیری از شکستن پلیمر به پودر پلی کریستالی، راهبردهای تنش زدایی باید به دقت در نظر گرفته شوند. با این حال، مطالعه بر روی معیارهای عمومی انتقال SCSC هنوز در مراحل اولیه است و نیازمنده مطالعه بیشتری است.

### هماهنگی پلیمری
علاوه بر پلیمرهای آلی، هماهنگی پلیمری را می‌توان با پلیمریزاسیون توپوشیمیایی نیز تهیه کرد. ترکیب‌های مختلف مجتمع‌های فلزی-آلی کتابخانه‌های بزرگی از هندسه مونومر را فراهم می‌کنند. علاوه بر این، طول و زاویه پیوندهای فلز-لیگاند نسبتاً انعطاف‌پذیر است به طوری که تنش ایجاد شده توسط پلیمریزاسیون می‌تواند آزاد شود.

### پلیمرهای دو بعدی
پلیمرهای دوبعدی (2-D) که از پلیمریزاسیون توپوشیمیایی تشکیل می‌شوند، موارد رایج در شیمی مواد هستند. با سنتز و پلیمریزاسیون مونومرهایی با عملکرد بیشتر از ۲، شبکه‌های ۲ بعدی به جای پلیمرهای خطی متصل می‌شوند. [۴+۴] و [۴+۲] که شامل واحدهای آنتراسن هستند، انتخاب‌های محبوبی هستند. شبکه‌های کووالانسی دوبعدی با کریستالینیتی بالا را می‌توان از این طریق با تبدیل بالا تولید کرد.